# Владимир Дивизиев
Владимир Йорданов Дивизиев е български машинен инженер и учен – ректор (1970 – 1972) на ВМЕИ в София, професор, доктор на техническите науки, член-кореспондент на БАН.

## Образование
Завършва Държавната политехника в София през 1951 г. по специалност „Общо машиностроене“. Специализира по „Подемно-транспортна техника“ в Полша през 1953 г.
Подготвя и защитава дисертация за научна степен „кандидат на техническите науки“.

## Преподавателска и научна дейност
Преподавател в Държавната политехника, МЕИ и ВМЕИ: асистент (1951), доцент (1960), професор (1969) по „Подемно-транспортни машини“.
Основни области на научна и преподавателска дейност: товароподемни машини, въжени линии и кабелни кранове, багери и транспортьори, кари. Инициатор и ръководител на първите в България системни научно-приложни изследвания в областта на подемно-транспортната техника.
Автор на над 50 публикации (по товароподемни машини, въжени линии, стрителни машини и подемници) и 9 учебника: 12 регистрирани изобретения. Ръководи проектирането и изграждането на подвижния таван в Конгресната зала на Националния дворец на културата (1981), София.
Носител е на званието „Заслужил деятел на техниката“.

## Управленска дейност
В Държавната политехника, МЕИ и ВМЕИ:
- ръководител на Катедра „Подемно-транспортна техника“, ТУС;
- заместник-ректор на ВМЕИ, София;
- 1970 – 1972: ректор на ВМЕИ, София;
- председател на Научно-техническия съюз по машиностроене.